# Talmühle (Schöckingen)

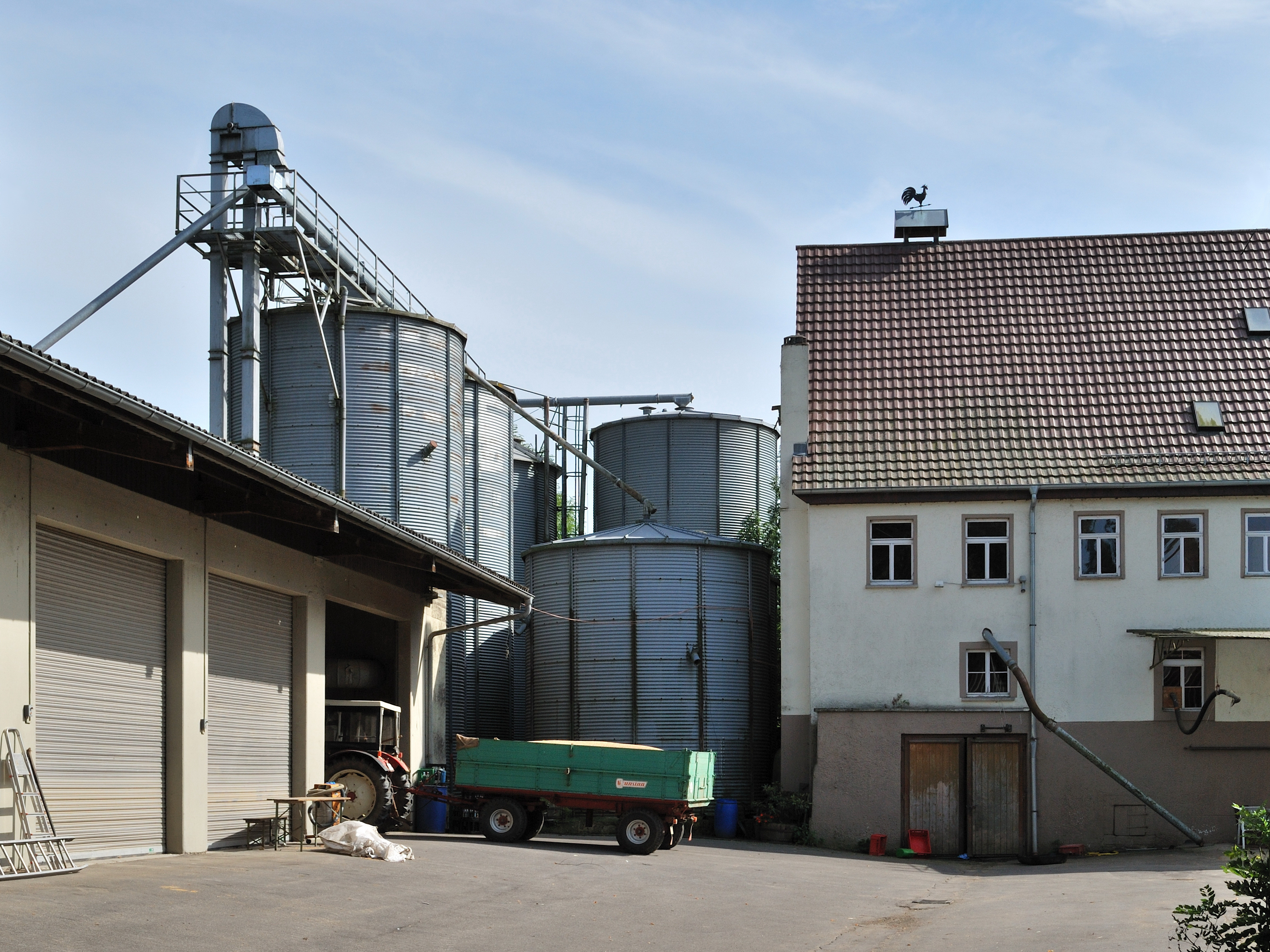
Die Talmühle

Die Talmühle ist eine Getreidemühle an der Glems auf der Gemarkung des Ditzinger Stadtteils Schöckingen in Baden-Württemberg.

## Geschichte
Die Mühle wird um 1350 unter der Bezeichnung Hartungs mûlin zum ersten Mal urkundlich erwähnt. In den nachfolgenden Jahren wechselt der Name dann mehrmals. Im Jahr 1381 wurde sie Obermülin, 1402 Engelins Mühle und 1523 Schöckinger Mühle genannt. Die Mühle wurde 1815 abgebrochen und wieder neu aufgebaut. Den heutigen Namen Talmühle erhielt sie 1830.

## Mühlentechnische Einrichtung
Die Mühle wurde ursprünglich durch drei oberschlächtige Wasserräder mit je 3,40 m Höhe und 0,56 m Breite angetrieben. Sie wurden durch einen 950 m langen, links von der Glems abgezweigten Kanal gespeist. Im Jahr 1890 wurden die drei Wasserräder durch ein einziges Rad ersetzt, das zu dieser Zeit drei Mahlgänge und einen Gerbgang antrieb. Im Jahr 1903 besaß die Getreidemühle ein 3,40 m hohes und 1,70 m breites Wasserrad. Es hatte ein Gefälle von 3,76 m und lieferte bei 159 l/s Wasserzufluss eine Rohleistung von 7,5 PS. Im Jahr 1937 wurde zur Unterstützung der Wasserkraft ein Elektromotor aufgestellt. Das baufällige Wasserrad wurde im Jahr 1949 durch eine Ossberger-Turbine mit 470 l/s Schluckfähigkeit und mit einer Höchstleistung von 18,5 PS ersetzt. Im Jahr 1988 wurde dann eine Volk-Turbine mit 18,5 PS (= 13,6 kW) in Betrieb genommen.
Heute verfügt die Mühle über zwei doppelte Walzenstühle und einen Schrotgang. Die Vermahlungskapazität beträgt (Stand 1997) 5 Tonnen in 24 Stunden. Die Produkte werden an Bäckereien und an Privatkunden verkauft. Zur Mühle gehört ein Hofladen.